# Mikel Zabalza
Mikel Zabalza Garate (Orbaizeta, agosto de 1952 - San Sebastián, 26 de noviembre de 1985) fue un conductor de autobús español, reconocido por el Gobierno Vasco como víctima de la violencia de motivación política.
Empleado de la compañía Tranvía de San Sebastián, propiedad del ayuntamiento de la ciudad, su figura se hizo célebre por las circunstancias que rodearon su muerte. El 26 de noviembre de 1985, en el marco de una operación antiterrorista contra ETA, Zabalza —que no tenía ninguna vinculación con el terrorismo— fue detenido por la Guardia Civil y conducido al cuartel de Intxaurrondo donde, según investigaciones periodísticas y declaraciones posteriores, murió debido a las torturas a las que fue sometido durante un brutal interrogatorio. El 15 de diciembre de 1985, su cuerpo apareció en las aguas del río Bidasoa.

## Biografía
Mikel Zabalza Garate nació en el pueblo navarro de Orbaizeta en 1952, primogénito de nueve hermanos. En su adolescencia trabajó como pastor en su pueblo y en años posteriores en tareas de conservación de montes y como bombero, contratado por la Diputación Foral de Navarra. En 1980, encontró trabajo en San Sebastián como conductor de autobuses para la empresa municipal Compañía del Tranvía, donde se afilió al sindicato ELA.

### Detención y asesinato
La noche del 26 de noviembre de 1985, agentes de los servicios de información de la Guardia Civil lo detuvieron en el barrio de Altza de San Sebastián, donde Zabalza tenía su residencia. El operativo policial se produjo en el seno de una operación antiterrorista después de que, días antes, Euskadi Ta Askatasuna (ETA) hubiera cometido un atentado terrorista contra dos militares de la Armada y un agente de la Guardia Civil. En el operativo también fue detenida su pareja Idoia Aierbe Iribar, su primo Manuel Vizcay y el estudiante Ion Arretxe, quienes denunciaron haber sufrido torturas durante ocho días mientras estuvieron detenidos en el cuartel de Intxaurrondo, aunque las denuncias no llegaron a prosperar en los juzgados. Al mismo tiempo, en Orbaizeta fueron detenidos dos hermanos de Zabalza, Patxi y Aitor, que sin embargo fueron puestos en libertad a las 10 horas de su detención. A los pocos días, en vista de que todos los detenidos habían sido puestos en libertad excepto su hijo, su madre se acercó al cuartel para preguntar sobre su situación, a lo que el guardia civil que se encontraba en la entrada le respondió que «preguntase en objetos perdidos», una respuesta que en 2016 sirvió de título para un reportaje sobre el suceso. El alcalde socialista de Pamplona, Julián Balduz, señaló que «la democracia española se encontraba ante su primer desaparecido», lo que enervó a los responsables del Ministerio del Interior ya que la mención a los desaparecidos evocaba a las dictaduras argentina y chilena.
Según la versión oficial, dada por las autoridades unos días después y basada en el testimonio de los agentes que supuestamente lo custodiaban, cuando se encontraba detenido, Zabalza intentó escapar saltando al río Bidasoa a su paso por el pueblo de Endarlaza, en el municipio de Lesaca, cuando acompañaba a la Guardia Civil —la misma noche de su detención— a localizar un zulo de ETA, el cual nunca fue encontrado. El 15 de diciembre, veinte días después de su detención, su cadáver apareció en el cauce del Bidasoa, aún esposado, en el tramo donde según la versión policial había desaparecido. Fue en ese lugar donde voluntarios y la Cruz Roja lo habían buscado casi a diario en las jornadas anteriores, dando por terminados los esfuerzos de búsqueda el día anterior.
El delegado del Gobierno en Navarra, Luis Roldán había llamado a la familia para notificarles que el cadáver de Mikel estaba «irreconocible» y que se encontraba en el Instituto Anatómico Forense de Pamplona. Pero su hermana, Lourdes Zabalza, recuerda que estaba «intacto» y que algunos forenses se sorprendieron de que no presentara erosiones ni mordeduras de peces si, como decía la nueva versión oficial, el cadáver había permanecido tres semanas en el río.
Según el diario El Mundo, algunos testigos afirmaron que el joven navarro fue sometido a un intenso interrogatorio y murió por culpa de las torturas infligidas con el «método de la bañera», consistente en sumergir al detenido en una bañera llena de agua, dejando al reo casi sin respirar, con el objetivo de sonsacarle una confesión. Esta misma versión fue la sostenida en una conversación filtrada a la prensa entre el coronel de los servicios de inteligencia del CESID Luis Alberto Perote y el capitán de la Guardia Civil, Pedro Gómez Nieto. En cuanto a su presunta vinculación con el terrorismo, motivo de su detención, tanto ETA como el ministro del Interior español, José Barrionuevo, negaron su pertenencia o colaboración.
Los testigos de las torturas eran Manuel Vizcay, primo de Mikel Zabalza y detenido con él, que narró cómo escuchaba, desde otra estancia del cuartel, los ruidos guturales de su primo, y Ion Arretxe, detenido en la misma redada, que contó cómo le llevaron a un río y le sumergieron la cabeza en el agua, ahogándole.

### Juicios posteriores
Los guardias civiles responsables de la custodia, los tenientes Gonzalo Pérez García y Arturo Espejo Valero y el agente Fernando Castañeda Valls, fueron procesados en la primera fase de la investigación, sin embargo, la Audiencia Provincial de Guipúzcoa archivó el caso por falta de pruebas en 1988. Pérez García sería posteriormente ascendido a coronel. Según fuentes jurídicas consultadas por el diario El País, «la autopsia del cadáver no pudo confirmar signos evidentes de tortura en su cuerpo. Tampoco dónde falleció Zabalza. Al carecer de pruebas evidentes, el juez archivó la causa en 1988, pero provisionalmente, dadas las dudas del caso».
En 1995, el periodista de Diario 16, José Macca, publicó la confesión del antiguo guardia civil Vicente Soria, donde afirmaba que había visto el cuerpo de Zabalza en un ascensor del cuartel de Intxaurrondo. Ese mismo año se reabrió el caso, al conocerse por escrito la confesión del sargento Gómez Nieto al teniente coronel Perote del fallecimiento de Zabalza por asfixia en el cuartel de Intxaurrondo. La prueba la aportaron los periodistas de El Mundo, Antonio Rubio y Manuel Cerdán. Se trataba de la transcripción de una conversación entre el excoronel del CESID Juan Alberto Perote y el capitán de la Guardia Civil Pedro Gómez Nieto, donde exponían las circunstancias de la muerte de Zabalza, que según ellos fue producto de las torturas. Sin embargo, el tribunal denegó la prueba porque «no presenta una mínima calidad convictiva», ya que Gómez Nieto negó la existencia de la conversación y el entonces ministro de Defensa de España, Eduardo Serra, a través de un escrito aportado el 11 de julio de 1996, manifestó que «no existe en el centro ningún documento que contenga información que pueda contribuir al esclarecimiento de las circunstancias en las que se produjo la muerte de Mikel Zabalza».
En 2000 el contrabandista Pedro Luis Miguéliz Dabadie (alias «Txofo») declaró ante un juzgado de San Sebastián que el guardia civil Enrique Dorado Villalobos le informó que Zabalza había muerto en el cuartel durante la detención, después de que Dorado Villalobos lo torturase junto al también exagente Felipe Bayo Leal. Tanto Dorado Villalobos como Bayo Leal fueron condenados por el secuestro y asesinato de Lasa y Zabala, pero el juez consideró que no había pruebas suficientes para continuar y archivó la causa.

## Reconocimientos a su figura
El 11 de diciembre de 1986, el Juzgado de Instrucción n.º 1 de la Audiencia Nacional decidió procesar a los exdirectores de los diarios Avui y Segre, Jaume Serrats y Ramon Perelló respectivamente, por un presunto delito de apología del terrorismo. La cuestión del caso versaba sobre la publicación en ambas rotativas, el 17 de diciembre del año anterior, de unas esquelas de Mikel Zabalza y Quim Sànchez, militante de Terra Lliure que había muerto manipulando explosivos. En el mismo auto fueron acusados como responsables del pago de las esquelas Juli Palou i Mínguez, Ismael Durà i Guimerà, Joaquim Roig i Ortiz, i Josep Ramon Freixes i Sentís, todos ellos militantes independentistas del PSAN, el MDT, IPC o los CSPC. Finalmente, el juzgado decretó la libertad sin fianza de todos los procesados a pesar de imponer una sanción económica de 500 000 pesetas para cada uno.
La plataforma popular Mikel Zabalza Gogoan («Mikel Zabalza en Memoria») reúne a familiares, amigos del joven asesinado y activistas sociales para reivindicar el caso, reclamar responsabilidades y mantener su memoria. En 2016, la plataforma publicó el documental Galdutako objektuak («Objetos perdidos») sobre los acontecimientos en torno a su muerte.
Todos los años, en el domingo más próximo a la fecha de su muerte, se organiza un acto de homenaje donde se encuentra el monumento que hay delante de su casa natal de Orbaitzeta, con el fin de rememorar las movilizaciones que se produjeron el día de su funeral, el 18 de diciembre de 1985.
El 10 de enero de 2019, el Gobierno de Navarra celebró una jornada titulada Tejiendo la memoria para dar un impulso a la memoria de las víctimas de grupos de extrema derecha y funcionarios públicos, como Mikel Zabalza, Germán Rodríguez, Gladys del Estal o José Luis Cano. Este evento se realizó después de que se sucediesen varios fracasos judiciales para equiparar a estas víctimas con las de ETA y del franquismo. En cuanto a las contraindicaciones judiciales, el verano anterior el Tribunal Constitucional anuló casi toda la ley navarra de 2015 para reconocer y reparar a las víctimas de la violencia ultra. En la misma línea, la semana anterior, el Tribunal Superior de Justicia de Navarra paralizó la convocatoria de subvenciones forales a las universidades que documentaran casos de tortura y abuso por parte de estos grupos.
El 28 de noviembre de 2020, la plataforma Mikel Zabalza Gogoan organizó un acto de homenaje en la Casa de la Cultura de la localidad navarra de Burguete, con la asistencia de diversas autoridades de gobierno, partidos políticos, entidades locales y agentes sociales de Navarra. El acontecimiento se vio afectado por las restricciones por la pandemia de COVID-19, hecho que provocó la limitación de aforo. Por esta razón, fue retransmitido por el canal de Youtube del portal Ahotsa.info y seguido en directo por 254 personas. El acto fue dirigido por las actrices Irune Costa y Begoña Garaikoetxea, que recordaron al homenajeado a través de una actuación teatral sobre la búsqueda de objetos en un desván. También participaron el grupo musical Marianitoz Blai, la bailarina Itxaso Etxepeteleku, así como el escritor y víctima de torturas policiales Mikel Soto, que se encargó de la lectura de dos poemas de su libro Suak pizten direnean con el acompañamiento musical del chelista Néstor Salaberria.

## DocumentalNon dago Mikel?
El documental Non dago Mikel? ('¿Dónde está Mikel?'), estrenado en 2021, muestra las prácticas de terrorismo de Estado por el que Mikel Zabalza fue asesinado mediante tortura durante su detención en Intxaurrondo.
El documental reprodujo la conversación del capitán de la Guardia Civil Pedro Gómez Nieto con el coronel Juan Alberto Perote, que llegó a ser el número 2 del CESID, en la que aquel confiesa que Mikel Zabalza había fallecido como consecuencia de las torturas sufridas en el cuartel de Intxaurrondo. Los audios fueron encontrados por los directores del documental, Miguel Ángel Llamas y Amaia Merino.
El audio de la conversación entre Perote y Gómez Nieto que recoge el documental fue publicado por el diario digital Público el 22 de febrero de 2021, entre cuyos fragmentos los interlocutores exponían:

Perote: —El tema de Zabalza está muy feo.
Gómez Nieto: —Si, muy mal [...] Yo mi, un juicio así rápido mío de valores, que se les ha ido la mano, que se le ha quedado en el interrogatorio.
Perote: —¿Tu crees que se les murió en Intxaurrondo? 
Gómez Nieto: —Si, mi impresión es que en el interrogatorio, posiblemente fue una parada cardiaca como consecuencia de la bolsa en la cabeza.

A raíz de lo revelado por el documental, el Parlamento de Navarra y los ayuntamientos de Pamplona y San Sebastián reclamaron unánimemente una nueva investigación del caso. También entró a debate en las Cortes Generales a través de varios partidos vascos, como el PNV y EH-Bildu.